# Jean-Jacques Mbungani Mbanda
Jean-Jacques Mbungani Mbanda est un médecin et homme politique congolais. Membre du Mouvement de libération du Congo (MLC), il fut ministre de la Santé publique, de l'Hygiène et de la Prévention de 2021 à 2023.

## Biographie

### Formation et carrière médicale
Né à Mbaya (Congo) dans le Sud-Ubangi, Jean-Jacques Mbungani Mbanda étudie à l'Université libre de Bruxelles (Belgique) ainsi qu'aux Facultés universitaires Notre-Dame-de-la-Paix (Namur). Il obtient son diplôme de médecine et se met à exercer en tant que médecin généraliste à partir de 1999. Il travaille dans plusieurs hôpitaux, puis ouvre un cabinet privé dans la commune d'Ixelles, où il reçoit en consultation de nombreux patients africains,.

### Carrière politique

#### Débuts
Jean-Jacques MBungani intègre le Mouvement de libération du Congo (MLC) au début des années 2000. Dès 2003, il devient le représentant du parti pour le Benelux, puis devient son secrétaire national aux affaires extérieures à partir de 2013,.
De 2005 à 2007, il devient le consul-général de la RDC en région flamande à Anvers,.
Proche de Jean-Pierre Bemba, ancien vice-président accusé de crimes contre l'humanité, il soutient ce dernier lors de ses démêlés avec la Cour pénale internationale.
À partir de décembre 2018, il devient coordonnateur des relations extérieures pour la coalition Lamuka, fonction qu'il occupe jusqu'en juin 2019.
Opposant au régime de Joseph Kabila, il en dénonce les dérives et excès depuis la Belgique. Il critique notamment les actions de celui-ci dans le domaine de la santé publique, qu'il considère laissé pour compte.

#### Ministre de la Santé
Le 13 avril 2021, il est nommé au poste de Ministre de la Santé publique, de l'Hygiène et de la Prévention au sein du gouvernement Lukonde I, sous la présidence de Félix Tshisekedi,. Dès cette nomination, qui se produit dans un contexte de pandémie de Covid-19, il annonce vouloir instaurer en priorité une couverture santé universelle (CSU), en accord avec la volonté du président.
Il prend officiellement ses fonctions le 28 avril 2021, succédant à Eteni Longondo, visé par des accusations de détournement de fonds au Ministère.
Il n'est pas reconduit lors du remaniement du gouvernement, et est remplacé par Samuel Roger Kamba Mulamba le 29 mars 2023. 
À partir d'avril 2023, Jean-Jacques Mbanda rejoint le Fonds mondial de lutte contre le sida, la tuberculose et le paludisme, y devenant le président du conseil d'administration du Bureau des circonscriptions africaines.

### Engagement humanitaire
Jean-Jacques MBungani est le fondateur de l'ONG « Les Amis de Jean-Jacques Mbungani », qui œuvre contre la pauvreté à Kinshasa.

## Vie personnelle
Jean-Jacques MBungani est catholique. Il est marié et père de 5 enfants,.